# Вощені дощечки

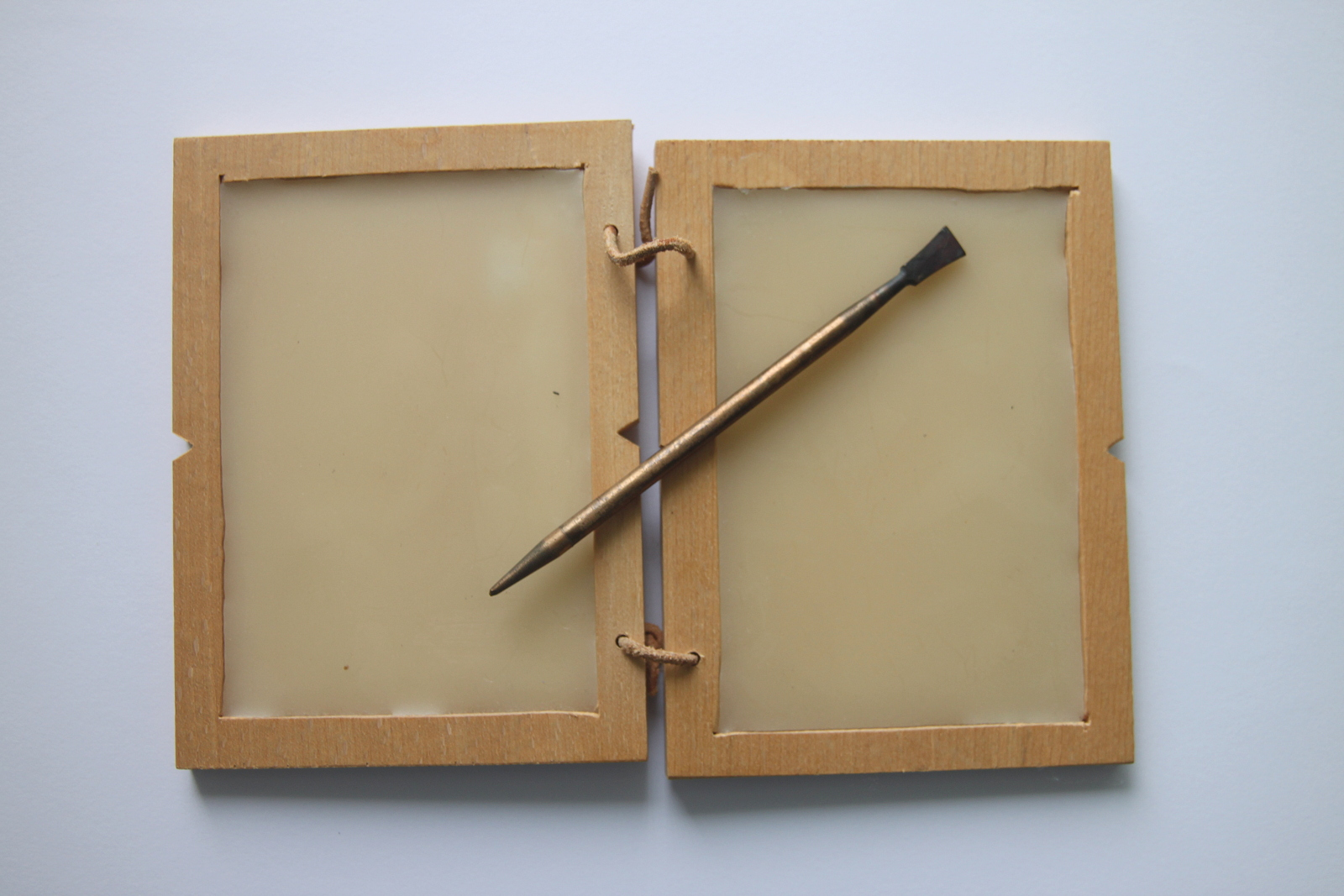
Давньоримські навощені дощечки зі стилем

Вощена дощечка, воскова табличка, це́ра (від лат. tabula cerata; грец. κηρωμένη πινακίδα) — дощечка з твердого матеріалу (самшит, бук, кістка) з видовбаним поглибленням, куди заливався темний віск. На дощечці писали, залишаючи на воску знаки гострою металевою, дерев'яною або кістяною паличкою — стилусом.

У разі необхідності написи можна було стерти, загладити, і скористатися дощечкою багаторазово. Воскові таблички служили для щоденних записів, нагадували про справи, про борги і зобов'язання, служили чернеткою текстів, які потім переносилися на папірус і пергамент. Запечатані таблички застосовувалися для складання заповітів, передачі секретних розпоряджень начальницьких осіб, різноманітних заяв, розписок і навіть доносів.

Найдавніша археологічна знахідка цер сягає VII століття до н. е. (Етрурія). Як предмет повсякденного вжитку в Європі воскові таблички використовувалися майже до середини XIX століття.